# 1067-es busz
Az 1067-es jelzésű autóbuszvonal távolsági autóbuszjárat Budapest és Heves között, melyet a MÁV Személyszállítási Zrt. lát el.

## Közlekedése
A hetek első iskolai előadási napját megelőző munkaszüneti napon egy járatpár szállítja az utasokat.
A járat menetideje 1 óra 55 perc, útvonalának hossza 119,8 km.

## Megállóhelyei
| 0  | Budapest, Stadion autóbusz-pályaudvar végállomás | 11 | 1 73, 75, 77, 80 95, 130 396, 397, 398, 400, 402, 410, 411, 412, 413, 414, 422, 424, 430, 432, 434, 436, 439, 441, 485, 486 1020, 1021, 1024, 1031, 1034, 1040, 1044, 1045, 1046, 1049, 1050, 1051, 1052, 1053, 1054, 1055, 1060, 1066, 1068, 1069, 1070, 1075, 1076, 1077, 1078 | Stadion autóbusz-pályaudvar Puskás Ferenc Stadion , Papp László Budapest Sportaréna |
| 1  | Budapest, Kacsóh Pongrác út                      | 10 | 1, 3, 69 74, 81, 82 25, 32 396, 397, 398, 400, 402, 412, 413, 414, 415, 432, 434, 436, 438, 439 1020, 1021, 1024, 1031, 1034, 1040, 1044, 1045, 1046, 1049, 1050, 1052, 1053, 1054, 1055, 1066, 1068, 1069, 1076                                                                 | Mexikói út BVSC uszoda                                                              |
| 2  | Budapest, Szerencs utca                          | 9  | 96, 124, 296, 296A 396, 397, 398, 400, 402, 412, 413, 414, 415, 432, 434, 436, 438, 439 1020, 1021, 1024, 1031, 1034, 1040, 1044, 1045, 1046, 1049, 1050, 1052, 1053, 1054, 1055, 1066, 1068, 1069, 1076                                                                         |                                                                                     |
| 3  | Erdőtelek, vasútállomás bejárati út              | 8  | 3441, 3442 személyvonat |                                                                                     |
| 4  | Erdőtelek, autóbusz-váróterem                    | 7  | 1517 3441, 3442 |                                                                                     |
| 5  | Erdőtelek, Fő út 52.                             | 6  | 3441, 3442 |                                                                                     |
| 6  | Tenk, faluszéle                                  | 5  | 3441, 3442 |                                                                                     |
| 7  | Tenk, központ                                    | 4  | 1362, 1376, 1466, 1517 3424, 3441, 3442 |                                                                                     |
| 8  | Heves, vasútállomás bejárati út                  | 3  | 1075, 1466 3424, 3434, 3441, 3442, 3562 személyvonat |                                                                                     |
| 9  | Heves, tópart                                    | 2  | 1466 3424, 3434, 3441, 3442, 3562 |                                                                                     |
| 10 | Heves, Hősök tere                                | 1  | 1066, 1068, 1069, 1362, 1376, 1443, 1466, 1517 3424, 3434, 3441, 3442, 3444, 3560, 3562, 3666, 3670, 3695 |                                                                                     |
| 11 | Heves, autóbusz-állomás végállomás               | 0  | 1066, 1068, 1069, 1075, 1362, 1376, 1443, 1466, 1517 3424, 3434, 3441, 3442, 3444, 3560, 3562, 3666, 3670, 3695 |                                                                                     |